# Station d'aide à la navigation de Pointe-au-Père
Cet article fait partie d'un « bon thème » labellisé en 2012.
La Station d'aide à la navigation de Pointe-au-Père est un ensemble d'infrastructures maritimes et de services d'aide à la navigation qui ont été en service de 1859 à 1975 dans l'ancienne municipalité de Pointe-au-Père près de Rimouski au Québec. L'ensemble de ces infrastructures avec leur phare de 1909 a été reconnu comme lieu historique national par le gouvernement du Canada en 1974.

## Contexte de la navigation sur le Saint-Laurent
C'est avec l'arrivée des Européens en Amérique que le fleuve Saint-Laurent prend toute son importance comme voie de navigation, d'abord comme route d'accès pour les explorateurs pendant le XVIe siècle et le début du XVIIe siècle puis de plus en plus comme une voie de transport pour les personnes et les marchandises,. Cependant, les conditions climatiques et géographiques rendent la navigation sur le fleuve assez difficile et dangereuse. La présence de glace au printemps, de nombreuses journées de fort vent, des épisodes fréquents de brouillards, la présence de hauts-fonds et de récifs ont fait en sorte que naviguer sur le fleuve nécessitait le recours à des pilotes expérimentés autant pour se diriger vers l'intérieur du continent que pour retourner vers l'Europe.

### Régime français (1534-1763)
À partir de 1534 et des voyages de Jacques Cartier, les territoires limitrophes de l’estuaire et du golfe du Saint-Laurent deviennent territoires français. L'occupation du territoire, particulièrement à la suite de la fondation de Québec en 1608, et jusqu’à la fin du régime français en 1763 fait en sorte que la fonction de pilote prend de plus en plus d'importance, compte tenu des besoins de la Nouvelle-France pour les produits manufacturés et certaines denrées provenant de la mère patrie et du nombre grandissant de navires qui traversent l'Atlantique.
L'organisation du pilotage s'améliore lentement et, en 1731, le gouverneur de la Nouvelle-France crée la première station de pilotage officielle à l'île Verte où les pilotes se rendent au début du printemps pour y rencontrer les navires qui arrivent de France.
C'est cependant un peu plus en aval, au Bic, un havre situé à proximité de Rimouski et le premier hameau habité que rencontrent les navires français arrivant d'Europe qu'un nombre important de pilotes s'installent. C'est d'ailleurs au Bic que la flotte d'invasion britannique réquisitionne certains pilotes afin de remonter le Saint-Laurent pour assiéger Québec en 1759,.

### Régime britannique (1763-1867)
Sous l'autorité britannique, l'organisation de la navigation et du pilotage sur le Saint-Laurent s'améliore et la réglementation se resserre quant à la fonction de pilote ainsi que des obligations des navires circulant sur le fleuve,. En 1762, une ordonnance du gouverneur anglais James Murray nomme David Allégéo au poste de superintendant des pilotes avec la responsabilité de superviser ceux-ci et de voir au bon fonctionnement de la navigation sur le Saint-Laurent. De plus, l'ordonnance définit le Bic comme l'une des deux stations d'embarquement des pilotes et celle la plus en aval de Québec et chargée d'accueillir les navires arrivant d'outre-mer. En 1788, à la suite des plaintes des armateurs, le gouverneur Dorchester émet une nouvelle ordonnance pour mieux définir l'organisation du travail de pilotage en créant des équipes de pilotes qui sont aussi chargées de la formation des apprentis,.
Au début du XIXe siècle, l'augmentation du transport maritime lié au commerce du bois fait en sorte que « les pilotes ne suffisent plus à la tâche ». Face à ce problème, le gouvernement du Bas-Canada confie la gestion de tout ce qui touche l'aide à la navigation à la Maison de la Trinité de Québec (MTQ), un organisme crée sur le modèle de la Trinity House britannique. En plus de veiller au bon fonctionnement du pilotage, le nouvel organisme est chargé d'améliorer la sécurité de la navigation sur le Saint-Laurent par la mise en place d'infrastructures maritimes tel que des phares, des bouées et des balises,.
L'organisation du pilotage sous la juridiction de la MTQ est caractérisée par la libre concurrence entre les pilotes, et l'augmentation importante du nombre de pilotes entre 1805 et 1860. Bien que Pointe-au-Père soit désigné officiellement comme lieu de rendez-vous des pilotes et des navires remontant le Saint-Laurent en 1805, la concurrence entre les pilotes fait en sorte que ceux-ci s'avancent de plus en plus loin en aval de ce lieu pour offrir leur service.

## Historique

### Les débuts
La désignation officielle de Pointe-au-Père comme lieu de rendez-vous des pilotes et des navires en 1805 s'avère marquante dans l'histoire maritime de la petite municipalité. La même année, la MTQ nomme un surintendant des pilotes dont la charge est de rendre à Pointe-au-Père à chaque printemps pour voir à la bonne marche du pilotage. Dès 1808, John Lambly signale la présence de « plusieurs maisons de pilotes dont l'une était peinte en rouge ». En 1815, Joseph Bouchette fait lui aussi mention de la présence de maisons habitées par des pilotes et les registres de la MTQ signale la présence de neuf pilotes résidant à Pointe-au-Père entre 1805 et 1836. Les pilotes tirent avantage de ce lieu, car Pointe-au-Père est une pointe de terre qui s'avance dans le fleuve et offre ainsi un point d'observation privilégié sur le fleuve.

Schéma du Hungarian, un vapeur de la Allan Line (1858).

En 1856, la Montreal Ocean Steamship Company (MOSC) une filiale de la Allan Line obtient un contrat exclusif de transport du courrier entre l'Angleterre et le Canada et pour respecter les règles de ponctualité du contrat, elle décide d'engager ses propres pilotes pour éviter à ses navires de croiser au large du Bic dans l'attente d'un pilote,. Cependant, le relief côtier de Pointe-au-Père manque de points de repère et les navires doivent se guider sur le Mont-Comi ou le Pic Champlain. Les fréquents épisodes de brouillard rendent alors nécessaire la construction d'un phare doté d'un signal de brume pour répondre aux besoins des navires.
La MOSC construit donc le premier phare de Pointe-au-Père en 1859,. En même temps que le phare est construit, le site est doté d'un canon de siège dont le signal sonore produit par les détonations doit pallier les problèmes fréquents de visibilité causés par le brouillard et d'un service de télégraphe permettant de communiquer avec Québec,. La MOSC nomme alors David Stanley Lawson à titre de gardien de phare et le charge de l'opération du télégraphe. Ce phare sera racheté par le gouvernement canadien en 1861 pour la somme de 1 365 dollars. La même année, les autorités canadiennes y expérimentent le kérosène comme combustible pour le feu; il est alors le premier phare à l'est de Kingston à utiliser cette source d'énergie.
À la même période, en 1860, une importante réorganisation s'effectue dans la gestion du pilotage sur le Saint-Laurent et voit naître la Corporation des pilotes. Le but de cette association était de mettre fin au système de la libre concurrence entre les pilotes mis en place par la MTQ et qui fut si désastreux pour la sécurité de ces derniers en étant l'une des causes des nombreuses noyades entre 1810 et 1859. La Corporation des pilotes permet aux pilotes de mieux s'organiser et de mettre en place un service de transbordement par goélette sur les navires océaniques.
L'un des premiers gestes de la nouvelle corporation est de définir le « terrain de pilotage », c'est-à-dire les zones d'embarquement où naviguent les goélettes pour rejoindre les navires en attente d'un pilote. En mars 1861, la corporation des pilotes conclut une entente avec la Allan Line qui permet à celle-ci d'établir à Pointe-au-Père, à ses frais, une station de pilotes pour répondre à ses besoins. Pointe-au-Père est alors désigné comme station spéciale d'embarquement des pilotes des lignes transatlantiques et des navires à vapeur. La décision de la Corporation des pilotes aura un impact majeur sur le développement de Pointe-au-Père comme station d'embarquement des pilotes. En effet la navigation à vapeur va lentement supplanter la navigation à voile comme mode de transport des personnes et des marchandises entre 1860 et 1900.

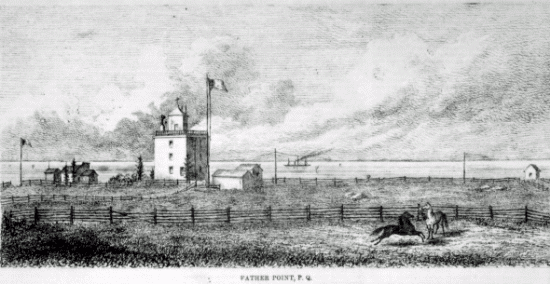
Le second phare de Pointe-au-Père, Canadian Illustrated News (1873).

En avril 1867, le phare est détruit par un incendie probablement causé par l'utilisation du kérosène, un combustible très inflammable. Le ministère des Travaux publics fait reconstruire le phare la même année pour un montant d'environ 2 000 dollars à la suite de la recommandation des ingénieurs du gouvernement canadien chargés de l'entretien des phares à l'est de Québec. Ce second phare est reconstruit sur le même emplacement qu'occupait le premier. La mise en marche du second phare est l'occasion pour les autorités maritimes canadiennes de confirmer officiellement David S. Lawson comme gardien de phare, poste qu'il occupe jusqu'en 1876.
Le second gardien du phare, John McWilliams, est nommé en 1876 et occupe le poste jusqu'en 1911. Pendant son mandat, il est témoin des développements et de l'importance grandissante de la station d'aide à la navigation de Pointe-au-Père. Déjà en 1879-1880, trois compagnies de lignes régulières assurent le transport des passagers entre les ports du Saint-Laurent et l'Europe en utilisant des navires à vapeur et leurs pilotes sont basés à Pointe-au-Père.
La station voit aussi s'ajouter de nouvelles infrastructures et en 1879 une décision de l'Assemblée législative du Québec amène la construction, au coût de 35 000 dollars, d'un réseau de stations télégraphiques dans les régions les plus éloignées du golfe du Saint-Laurent, l'île d'Anticosti, la péninsule gaspésienne et les îles de la Madeleine, réseau relié à Pointe-au-Père et à Québec. La station télégraphique de Pointe-au-Père passe alors sous le contrôle de la compagnie du Nord-Ouest. Toujours en 1879, Pointe-au-Père est intégré au réseau des stations de signalisation visuelle situé sur le Saint-Laurent et doté d'un mât pour la transmission des signaux maritimes. L'année suivante en 1880, monsieur McWilliams est le premier à offrir les services d'un bateau-pilote pour le transbordement des pilotes vers les navires océaniques, et ce bien avant le transfert officiel du poste de pilotage en 1905,.
Entre 1889 et 1895, les infrastructures maritimes de Pointe-au-Père sont améliorées. En 1889, le feu du second phare est modernisé, à la suite des recommandations des inspecteurs du ministère de la Marine, dans le but d'en augmenter la puissance. La modification sera jugée satisfaisante par les pilotes de la Allan Line qui mentionne que la puissance du feu est améliorée de façon appréciable. Une autre amélioration est apportée au phare dès l'année suivante, car la technologie des feux blancs fixes utilisée à Pointe-au-Père est désuète depuis longtemps. À la fin du XIXe siècle, le système de feu catoptrique a fait place aux systèmes dioptriques et les derniers feux catoptriques encore en usage utilisent au minimum la technologie des feux à éclat munis du système rotatif suédois, une invention vieille d'un siècle. Le phare de Pointe-au-Père est doté d'un feu à éclat à l'automne 1890 et il est mis en opération dès le début de la saison de navigation 1891.
En 1889, le ministère canadien de la Marine répond aux pressions des scientifiques et des armateurs et débute l'installation d'instruments permettant de mesurer et d'aider à la prévision des marées et des courants dans le golfe Saint-Laurent. Entre 1890 et 1894, le ministère investit 10 000 dollars annuellement pour l'achat de maréomètres Kelvin et des marégraphes nécessaires à la lecture des courbes des marées et quatre stations sont mis en place dans le golfe. En 1892, le ministère décide d'installer une station marégraphique sur le fleuve Saint-Laurent et Pointe-au-Père est préféré à Rimouski, les installations qui y sont déjà présentes ayant été déterminantes pour ce choix. La station de relevé des marées de Pointe-au-Père, qui sera appelée ultérieurement service hydrographique, est inaugurée en 1894. Toujours en 1894, le ministère de la Marine tente d'augmenter l'efficacité de la signalisation sonore de la station et remplace le canon par des bombes explosives.

### Les prémices du transfert de la station de pilotage
Une augmentation importante de la navigation sur le Saint-Laurent se produit vers la fin du XIXe siècle. Le transport maritime des marchandises, en particulier du bois et des céréales, ne cesse d'augmenter et s'accompagne d'une nouvelle activité, l'immigration. En effet, l'avènement de la navigation à vapeur rend désormais la traversée de l'Atlantique moins dangereuse et raccourcit sensiblement la durée des voyages.
En 1900, la Corporation des Pilotes signale au ministère de la Marine que la navigation à voile représente maintenant moins de 10 % du trafic maritime sur le Saint-Laurent. Au même moment, les pressions des armateurs des principales lignes de vapeurs océaniques sont de plus en plus grandes pour que le service de pilotage soit amélioré. En particulier les armateurs demandent que la localisation des stations de pilotage soit repensée pour tenir compte du fait que la navigation à vapeur représente maintenant la grande majorité du trafic maritime desservi par les pilotes. De plus, le transport de ces derniers par goélettes pose problème et rend le transbordement vers les navires sensible aux aléas de la mer. La station du Bic est désavantagée par sa situation géographique et l'absence d'une station télégraphique et Pointe-au-Père, qui a vu ses infrastructures maritimes améliorées dans les dernières années, apparait comme le choix le plus sensé.
Le gouvernement canadien de Wilfrid Laurier semble aussi avoir pris sa décision concernant l'emplacement de la station des pilotes et en prévision de la désignation de Pointe-au-Père comme station officielle de pilotage, il décide d'y faire d'abord construire un quai pour répondre au besoin de la navigation. Un contrat est attribué à la firme Heney and Smith d'Ottawa pour la somme de 57 821 dollars et la construction du quai se réalise entre 1901 et 1902. En 1903, le service de jauge des marées est relocalisé sur le nouveau quai et la nouvelle station hydrographique devient le point de référence de l'échelle des marées pour tout l'estuaire du Saint-Laurent,. Finalement, le quai est rallongé entre mai 1904 et mai 1905 aux coûts de 44 300 dollars,.
Toujours en ce début de XXe siècle, le ministère de la Marine, qui avait jusque-là concentré ses efforts sur l'amélioration du balisage du fleuve en augmentant le nombre d'installations d'aide à la navigation, cherche plutôt à améliorer l'efficacité des infrastructures existantes. Les ingénieurs du ministère cherchent désormais des solutions autres que celles reliées aux miroirs et lentilles, et l'apparition du brûleur à incandescence à vapeur de pétrole dont la lumière est trois fois plus brillante que celle de la lampe d'Argand s'avère une avenue intéressante. En 1902, le ministère de la Marine fait expérimenter les lampes au gaz acétylène de marque Sunlight comme source de lumière pour le phare. L'expérience s'avère concluante, le phare est équipé de ce nouveau type de feu et la station maritime est dotée d'un système de production du gaz acétylène.

## Les infrastructures et services

### Les phares

#### Le premier phare (1859-1867)

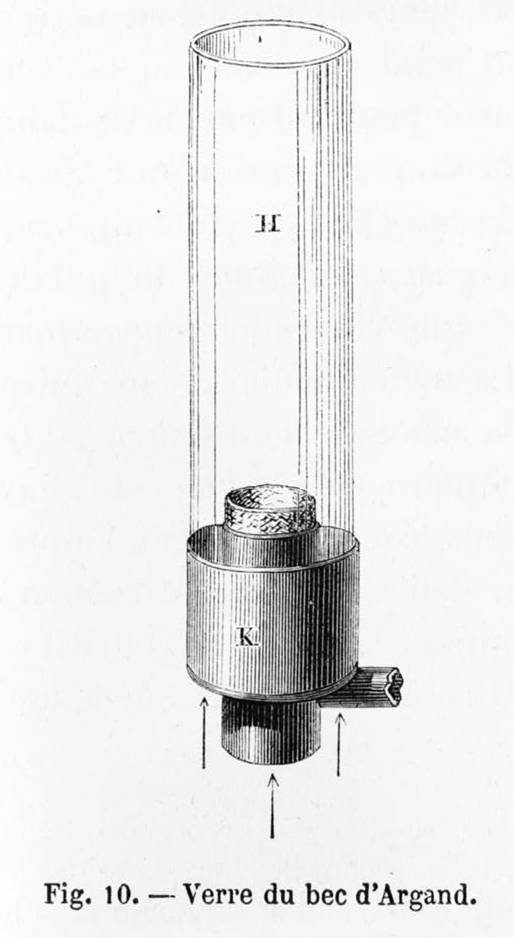
Lampe d'Argand.

Le premier phare de Pointe-au-Père, construit par la MOSC,, est un édifice en bois surmonté d'une tour octogonale surplombant les eaux du fleuve à13 mètres. Selon la description des phares de l'Amirauté datant de 1864, le feu du premier phare de Pointe-au-Père est composé de cinq lampes à l'huile dotées de réflecteurs de 53 centimètres et dont le plan focal est situé à une hauteur de 13 mètres au-dessus des hautes eaux. La lumière du phare est visible à une distance de 15 kilomètres.
Comme la grande majorité des phares datant de cette période, il est muni d'un système catoptrique soit un réflecteur parabolique qui capte les rayons de la flamme et projette les  rayons en faisceaux parallèles. Les réflecteurs utilisés permettent d'augmenter l'intensité lumineuse du feu de cinq à 400 chandelles. Pour ne pas rendre opaque le miroir de ce type de feu, il est nécessaire d'utiliser une lampe qui ne produit pas de fumée ni de suie, le phare de Pointe-au-Père utilisait une lampe Argand à tube cylindrique en verre et à mèche tissée. Le feu est de type blanc fixe, les réflecteurs du phare forment un arc de cercle et font en sorte que la lumière d'un seul feu est visible à la fois.
L'huile de baleine fut d'abord utilisée comme source de combustible, les phares du Saint-Laurent se servant de l'huile de béluga ou de phoque,. Ce combustible est remplacé par le kérosène aussi appelé « pétrole lampant » en 1861. La flamme produite par le kérosène a la réputation d'avoir une meilleure brillance que celle produite par l'huile animale sans avoir l'inconvénient d'encrasser les mèches de tissu ou de geler par temps froid. Le kérosène, obtenu à partir du charbon, est aussi deux fois moins coûteux que l'huile de baleine, mais il est aussi très inflammable,.

#### Le second phare (1867-1909)

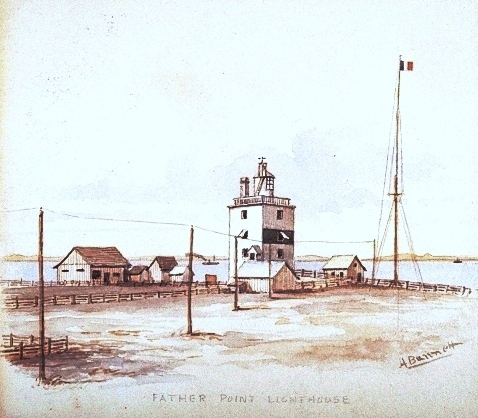
Aquarelle de H. R. Bunnett représentant le phare de 1867

Une aquarelle de Henry Richard S. Bunnett, réalisée dans les années 1880, permet d'avoir une bonne idée de l'aspect extérieur du deuxième phare. Il s'agit d'une tour carrée de trois étages, peinte en blanc à l'exception d'une bande noire dans sa section centrale. L'édifice est surmonté d'une tourelle octogonale qui abrite la lanterne. L'appareillage du deuxième phare diffère quelque peu de celui du premier, il est équipé de cinq lampes et muni de cinq réflecteurs de 46 centimètres disposés en arc de cercle autour des feux,. Cependant, le feu du phare est toujours de type blanc fixe, sa lumière est continue et son intensité constante. La lanterne en acier qui abrite la lampe possède douze côtés et vingt-et-un panneaux vitrés de 91 cm par 66 cm.
L'appareillage du phare est amélioré en 1889, l'une des lampes est enlevée et trois lampes avec réflecteurs profonds sont ajoutées. Le système d'éclairage se compose alors de trois réflecteurs d'environ 51 cm par 30 cm orientés respectivement vers l'ouest, le nord et l'est-nord-est et de cinq réflecteurs de 45 cm par 18 cm entre chacun des intervalles. L'ingénieur chargé de l'installation note alors que le feu est visible d'une distance de 18 kilomètres.

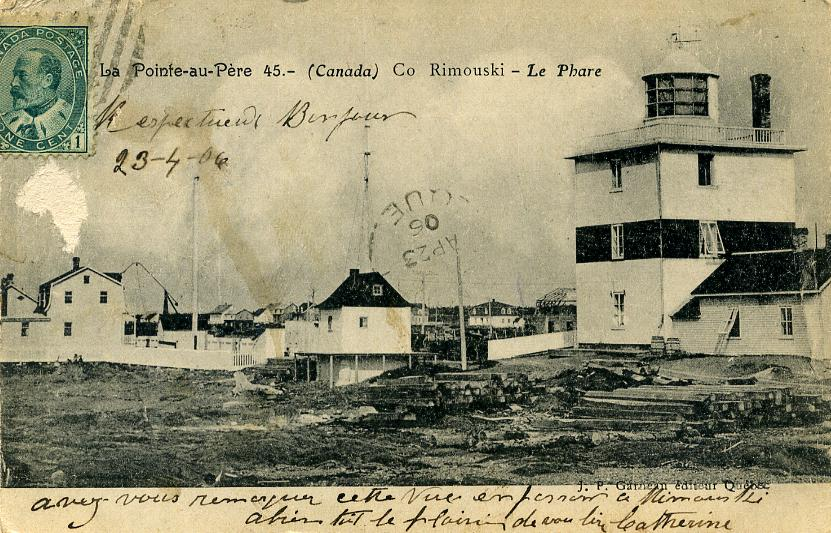
Carte postale montrant le second phare de Pointe-au-Père (circa 1906).

L'éclairage du phare est amélioré à nouveau en 1890, le feu étant remplacé par un système catoptrique à éclat. L'ingénieur de la Marine et des Pêcheries chargé de l'entretien des phares depuis 1870 décrit le nouvel équipement comme étant un système entrainé par un arbre central composé de deux tables horizontales équipées chacune de neuf réflecteurs de 51 cm par 30 cm. Les réflecteurs sont disposés par groupe de trois pour chacune des deux tables. Le sommet de l'arbre central est situé à 3,7 mètres du sol de la tour de la lanterne. Un système d'horlogerie contrôle la vitesse de l'engrenage qui entraîne le mouvement de l'arbre. L'horlogerie est programmée de façon qu'une révolution complète des tables dure une minute, produisant donc un éclat lumineux toutes les vingt secondes,.
En 1902 à la suite de l'expérience concluante de l'utilisation du gaz acétylène comme source de lumière, le phare est doté de lampes à acétylène sur pied, adaptées aux réflecteurs du phare. La lumière produit par les nouvelles lampes est trois fois plus puissante que l'ancienne et l'ingénieur en chef du ministère de la Marine, William Patrick Anderson, note dans le rapport annuel du ministère que des marins ont confirmé que les lumières du phare sont visibles jusqu'à 45 kilomètres de distance,. Cependant, les coûts d'exploitation des nouveaux feux et des infrastructures nécessaires pour produire l'acétylène sont très élevés, et ce type d'éclairage n'est pas installé dans un autre phare.

#### Le phare de 1909

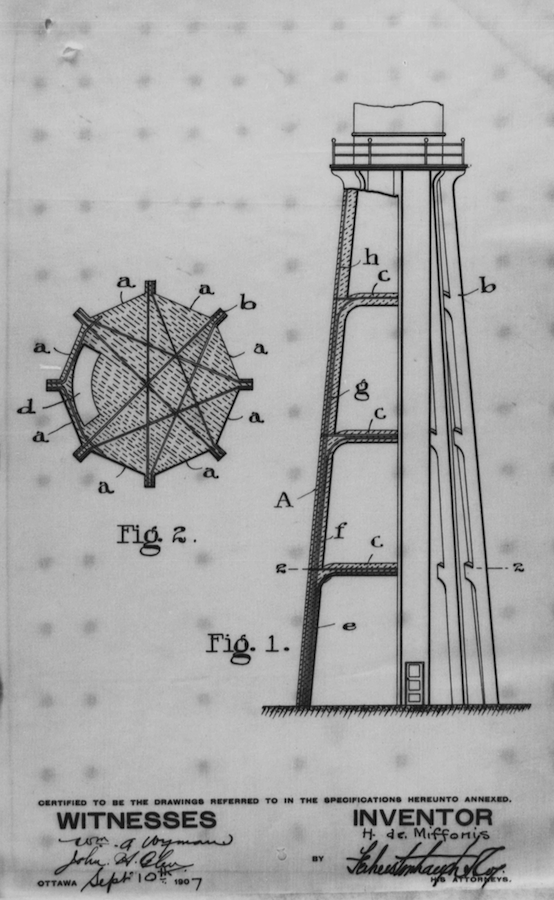
Plan d'une tour en béton armé, breveté en 1907 par Henri de Miffonis.

La construction du troisième phare de Pointe-au-Père privilégie le béton armé comme matériau de construction. Le choix de ce matériau, plutôt nouveau, est relié à la présence de deux ingénieurs à la Commission des phares soit William Patrick Anderson, ingénieur en chef du ministère de la Marine et des Pêcheries depuis 1891 et directeur de la commission depuis sa création en 1904, et le français Henri de Miffonis, embauché en 1905 par la commission pour son expertise et ses connaissances en mathématiques et en mécanique,. Au début du XXe siècle, l'usage du béton armé se répand et ce matériau est choisi pour la construction de certains des nouveaux phares de l'est du Canada, en particulier pour les hautes tours, car il possède une grande capacité portante, une grande résistance au feu et son coût en fait le choix le plus économique.
Le phare de Pointe-au-Père est construit selon le modèle d'un plan de tour en béton armé breveté par de Miffonis en 1908,. Ces caractéristiques architecturales, décrites dans ce plan, mentionnent la forme prismatique de la tour octogonale et la présence des contreforts à arc-boutant aux angles de la tour. La base recourbée des contreforts permet de mieux supporter la galerie verticale ou le fût. Miffonis mentionne que la forme de la tour proposée dans ses plans donne une plus grande solidité au bâtiment, réduit la quantité de béton nécessaire pour le construire et améliore sa résistance aux vents latéraux.
La tour de Pointe-au-Père est réalisée par la firme Steel Concret Co Ltd. de Montréal entre 1906 et 1908. La hauteur totale du phare est de 33 mètres de sa base au sommet de la lanterne.

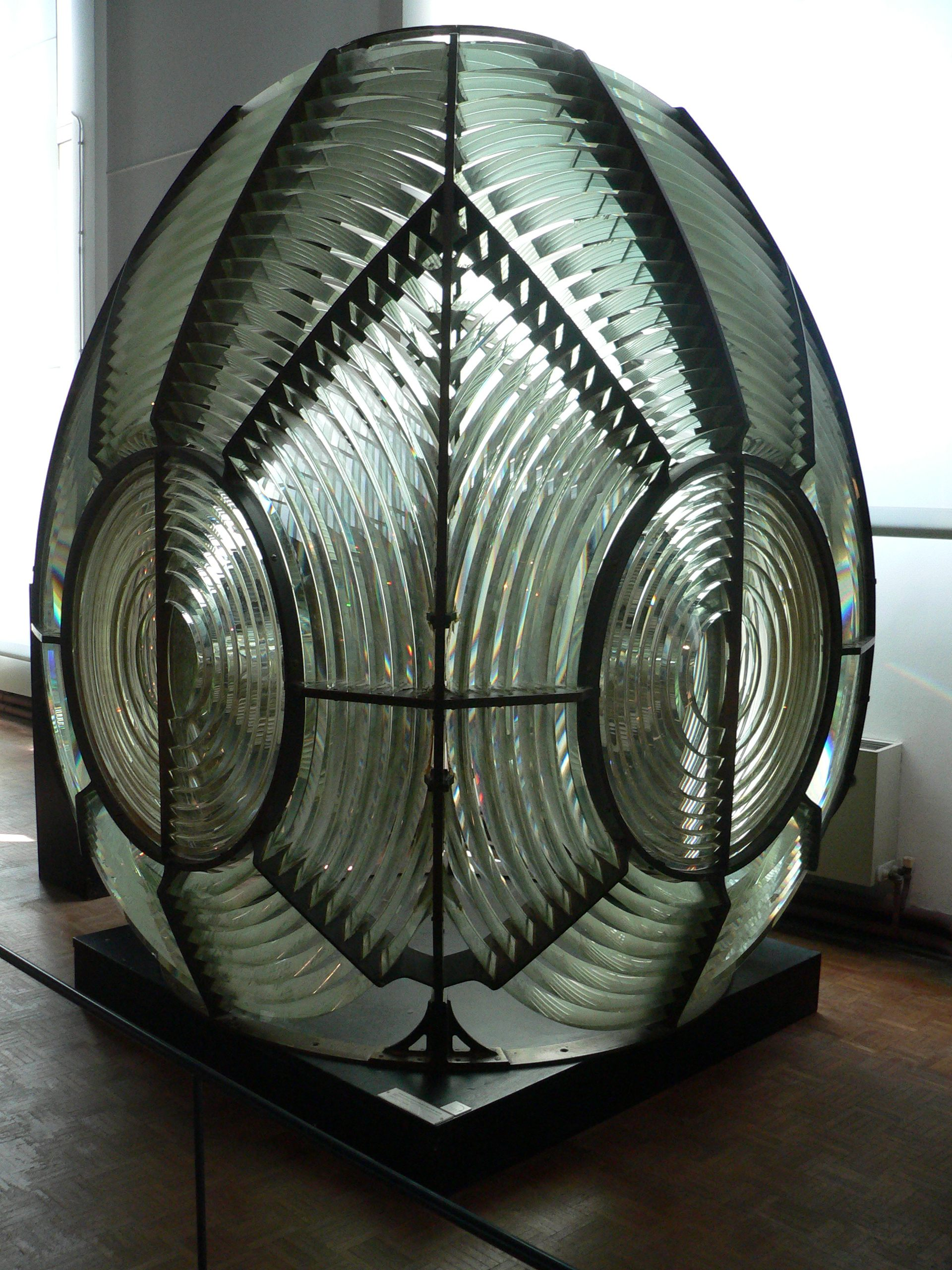
Lentille de Fresnel datant de 1870.

Le phare est équipé d'un appareillage optique de type dioptrique de 3e classe, alors considéré comme étant à la fine pointe de la technologie, et utilise des lentilles de Fresnel produites par la firme française Barbier, Bénard et Turenne. Sa lumière utilise autant les principes de la réfraction de la lumière, concentrée grâce à des lentilles, que le principe de la réflexion en utilisant des prismes pour capter les rayons lumineux dirigés vers le haut pour les rediriger en parallèle au rayon principal,. La masse de l'appareil est de 1 360 kg de verre et de cuivre et, pour éviter les problèmes de friction, elle repose sur un bain de mercure,.
Le mouvement du feu utilise le principe d'un mécanisme d'une horloge à pendule entraînée par un poids de 270 kg devant être remonté aux six heures. La révolution complète de l'appareil optique prend 15 secondes et produit quatre éclats brillants toutes les 7,5 secondes,. Il s'agit d'un feu appelé à « éclats groupés » car il permet aux marins d'associer un code au nombre d'éclats produits et d'ainsi mieux se situer car chaque phare du Saint-Laurent possède un code spécifique. La portée du feu est de 30 kilomètres, ce qui est suffisant pour être visible d'un navire qui se trouve au milieu du fleuve,.
Le phare utilise le principe du manchon à incandescence alimenté par la vapeur de pétrole, l'utilisation du gaz d'acétylène comme combustible ayant été écartée car son coût de production est trop élevé. En 1940, le phare est électrifié et muni d'une lampe à incandescence à filament de tungstène,. La dernière amélioration apportée à l'appareillage optique du phare est le remplacement des lampes à incandescence par des lampes à vapeur de mercure vers 1960,. Les données techniques du phare indiquent alors que la « hauteur de son plan focal s'élève à 27,7 mètres au-dessus du niveau de l'eau, qu'il a une portée nominale de 22 milles nautiques » et qu'il produit 4 éclats rapides blancs toutes les 7,5 secondes.

#### La tour à claire-voie

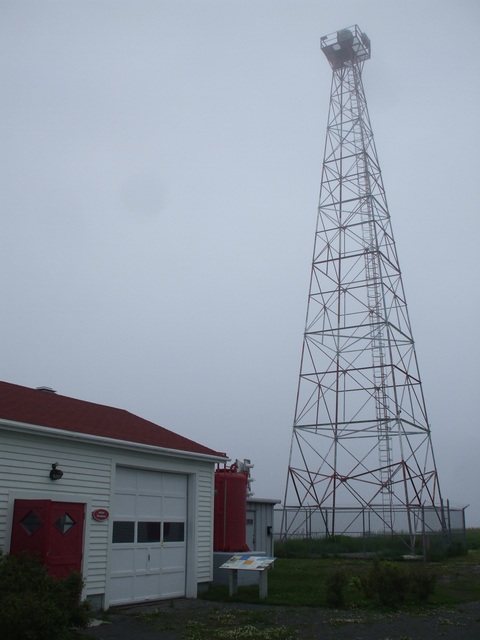
La tour à claire-voie

### La station de pilotage

#### Le quai
En prévision du déménagement de la station de pilotage le gouvernement canadien fait construire un quai à Pointe-au-Père en 1901. Le quai est construit sur la pointe avancée de la côte, un site que les grandes compagnies de navigation considèrent comme idéal. Dans la première phase, terminée en 1902, un quai d'une longueur de 185 mètres et d'une largeur de dix mètres est réalisé. Une seconde phase effectué en 1904-1905 permet le rallongement du quai de 60 mètres. Pour assurer la solidité du quai, il est ancré sur de « solides poutres et des tonnes de roc ». La construction du quai, qui surplombe les hautes marées d'automne d'une hauteur de 1,8 mètre, est terminée au début du printemps de 1905, à temps pour le début de la saison de navigation et le transfert officiel de la station de pilotage vers Pointe-au-Père,. En 1924, le quai est électrifié.

#### Les bateaux-pilotes
Le premier service de bateau-pilote en service à Pointe-au-Père appartient à John McWilliams, nommé gardien de phare en 1876. Il s'agit d'un bateau à rames et à voiles amarré en alternance, selon la direction du vent, dans l'une des deux anses situées au sud de l'emplacement du quai de 1902,. Une petite équipe d'employés appelés « boatmen » était chargée d'opérer le bateau et de transporter les pilotes des lignes régulières vers les navires en attente d'un pilote. Les armateurs et les capitaines demeurent malgré tout insatisfaits du service et considèrent ce système de transport comme archaïque.

### Les systèmes de signalisation sonores
Les épisodes de brouillards sont fréquents dans la région de Pointe-au-Père. Ainsi les données statistiques des responsables du balisage du fleuve indiquaient qu'une quarantaine de jours de brouillard était la norme dans la région vers 1860. Les autorités devaient donc trouver une solution autre que les signaux lumineux du phare pour ces occasions. La production d'un signal sonore restait le seul choix, mais leur efficacité laissait à désirer. Les principaux problèmes des signaux sonores sont leur faible portée et la difficulté pour le marin de déterminer la provenance du son. De plus, une étude de la Maison de la Trinité de Londres avait démontré que la durée du son d'une détonation est si courte qu'elle peut être inaudible pour le marin et que les bruits ambiants peuvent étouffer le son. Finalement, le vent en direction contraire réduit de beaucoup la portée du signal sonore.

#### Les systèmes à détonation explosive
Le premier système sonore installé à Pointe-au-Père en 1859 est un simple canon de siège, datant probablement du règne de George IV, soit des années 1820-1830. Lorsque le brouillard se levait et rendait le feu du phare inutile, le gardien du phare provoquait une détonation du canon à intervalle de trente minutes. Un sablier permettait au gardien de calculer le délai entre les détonations. L'explosion était provoquée par le chargement d'un demi-kilogramme de poudre. Cependant, les marins trouvaient que l'intervalle entre chaque détonation était beaucoup trop long et ne permettait pas de naviguer de façon sécuritaire par temps de brume.
Le ministère de la Marine fait l'expérience des bombes explosives dans quelques-unes de ses stations de phare en 1893 et estime que leur efficacité en termes de signal sonore est supérieure à celle d'un canon. Il introduit donc ce nouveau système de signalisation sonore à Pointe-au-Père en 1894. Le signal sonore de ce système est produit par des« pétards explosifs fabriqués à partir de cartouches de fulmicoton ». Pour produire l'explosion, le gardien du phare allume les pétards qui sont maintenus au bout d'une perche sur le toit de l'abri du canon. La fréquence des détonations est d'une explosion toutes les vingt minutes. Bien que les responsables de la station de phare aient logé le matériel explosif dans un bâtiment sécurisé, ces systèmes nécessitant l'utilisation d'explosifs n'étaient pas sans risques pour ceux qui les faisaient fonctionner.

### Les systèmes de communication
Le premier télégraphe est installé à Pointe-au-Père en 1859, selon le souhait des frères Allan, propriétaires de la MOSC. Installé sur le toit du phare, ce télégraphe fait partie d'un réseau de quatre stations télégraphiques situées en aval de Québec et est un support supplémentaire au contrôle de la navigation sur le fleuve. Le système permet de transmettre vers Québec les informations météorologiques et la situation du mouvement des navires. Il permet aussi de rendre disponible aux médias l'information sur l'arrivée prochaine au port de Québec des navires en provenance d'Europe. C'est le gardien du phare, David S. Lawson, qui est chargé de l'opération du télégraphe que la MOSC rend aussi disponible à la population du village qui désire communiquer avec Québec.
En 1879 le télégraphe est modernisé et relié à un réseau de station qui couvre tout l'est du Québec. En plus d'être relié à ce vaste réseau télégraphique, la station de Pointe-au-Père se voit dotée d'un mât pour la transmission visuelle de signaux maritimes, opéré par le gardien du phare. Ce mât de 18,2 mètres de haut est barré d'un espar transversal de 6 mètres situé à 12 mètres du sol. Le gardien peut alors décoder la signification des messages des navires et leur répondre en hissant les drapeaux appropriés. On utilise alors le code international de signal maritime, mis en vigueur en Angleterre en 1855 et adopté par toutes les marines marchandes du monde.

### Les services auxiliaires

#### La station hydrographique
Lors de son installation en 1894, la station de relevé des marées et des courants est située un peu à l'est du phare, près de l'abri des pilotes. Il s'agit d'un puits creusé dans le roc, à la hauteur des hautes eaux, relié au fleuve par une tranchée haute d'environ trois mètres et longue de plus de 80 mètres. Un siphon est installé afin de permettre au système d'effectuer des calculs à marée basse et un tuyau équipé d'une soupape permet d'évacuer l'air de la conduite pour qu'elle soit toujours remplie d'eau. Lors des grandes marées, le système avait tendance à s'engorger et pour éviter ce problème la station des relevés est déménagée sur le nouveau quai en 1903. La station est alors située à 160 mètres du rivage, dans un petit bâtiment qui abrite les jauges graduées.
C'est le gardien du phare qui est chargé d'effectuer le relevé des données. La station marégraphique de Pointe-au-Père fournit alors l'échelle des marées pour tout l'estuaire du Saint-Laurent. Le gardien devait aussi observer les mouvements des glaces au printemps et signaler tout danger aux navires naviguant au large de Pointe-au-Père. Au fil des années, la station marégraphique prendra de plus en plus d'importance et ses données marégraphiques serviront de références pour un grand nombre d'institutions canadiennes et américaines.